# Karawal Nagar
Karawal Nagar è una suddivisione dell'India, classificata come census town, di 148.549 abitanti, situata nel distretto di Delhi Nord Est, nello territorio federato di Delhi. In base al numero di abitanti la città rientra nella classe I (da 100.000 persone in su).

## Geografia fisica
La città è situata a 28° 43' 32 N e 77° 16' 37 E.

## Società

### Evoluzione demografica
Al censimento del 2001 la popolazione di Karawal Nagar assommava a 148.549 persone, delle quali 80.364 maschi e 68.185 femmine. I bambini di età inferiore o uguale ai sei anni assommavano a 26.880, dei quali 14.915 maschi e 11.965 femmine. Infine, coloro che erano in grado di saper almeno leggere e scrivere erano 96.528, dei quali 58.844 maschi e 37.684 femmine.